# Erik Shoji
Pour les articles homonymes, voir Shoji.
Erik Shoji est un joueur américain de volley-ball né le 24 août 1989 à Honolulu. Il a remporté avec l'équipe des États-Unis la médaille de bronze du tournoi masculin aux Jeux olympiques d'été de 2016 à Rio de Janeiro.

## Palmarès

### En club

#### Cardinal de Stanford
- NCAA Division I (1)
  - Vainqueur : 2010

#### Hypo Tirol Innsbrück
- Championnat d'Autriche (1)
  - Vainqueur : 2014
- Coupe d'Autriche (1)
  - Vainqueur : 2014

#### Berlin RC
- Championnat d'Allemagne (1)
  - Vainqueur : 2016
  - Finaliste : 2015
- Coupe d'Allemagne (1)
  - Vainqueur : 2016
- Coupe de la CEV (1)
  - Vainqueur : 2016

#### ZAKSA Kędzierzyn-Koźle
- Championnat de Pologne (1)
  - Vainqueur : 2022
- Coupe de Pologne (2)
  - Vainqueur : 2022 et 2023
- Ligue des champions (1)
  - Vainqueur : 2022

### En sélection
- Championnat d'Amérique du Nord des -19 ans (1)
  - Vainqueur : 2006
- Championnat d'Amérique du Nord des -21 ans (1)
  - Troisième : 2008

### Distinctions individuelles
- 2007 :
  - Meilleur défenseur du Championnat d'Amérique du Nord des -19 ans
  - Meilleur libéro du Championnat d'Amérique du Nord des -19 ans
- 2008 : 
  - Meilleur réceptionneur du Championnat d'Amérique du Nord des -21 ans
  - Meilleur défenseur du Championnat d'Amérique du Nord des -21 ans
  - Meilleur libéro du Championnat d'Amérique du Nord des -21 ans
- 2009 : 
  - Trophée du nouveau venu de la NCAA
- 2010 : 
  - All-America First Team
  - NCAA Division I: Palo Alto National All-Tournament Team
- 2011 : 
  - All-America First Team
- 2012 : 
  - All-America First Team
- 2015 : 
  - Meilleur libéro de la Coupe du monde
- 2019 : 
  - Meilleur libéro de la Ligue des nations